# Luis Manuel Díaz (político)
Luis Manuel Díaz (f. Altagracia de Orituco, Venezuela, 25 de noviembre de 2015) fue un dirigente político venezolano del partido Acción Democrática asesinado durante un acto de campaña durante las elecciones parlamentarias de 2015.

## Asesinato
El 25 de noviembre de 2015 Luis Manuel Díaz fue asesinado en un acto de campaña en Altagracia de Orituco. La Organización de Estados Americanos, UNASUR y Amnistía Internacional condenaron el hecho y llamaron a que se hiciera una investigación independiente. El presidente Nicolás Maduro declaró que creía que se trataba de un ajuste de cuentas. La Mesa de la Unidad Democrática declaró que el asesinato de Díaz había sido el último de una serie de ataques violentos perpetrados por colectivos del gobierno a distintas actividades de campaña opositoras a lo largo del país durante todas las primeras dos semanas de campaña.